# Krpeľany (zbiornik wodny)
Krpeľany (słow. vodná nádrž Krpeľany) – sztuczny zbiornik retencyjny na rzece Wag na Słowacji, w północno-wschodniej części Kotliny Turczańskiej, tuż poniżej Przełomu Królewiańskiego, między Małą Fatrą na północy a Wielką Fatrą na południu.
Zapora wodna w Krpeľanach na Wagu wraz z elektrownią wodną zbudowane zostały w latach 1954–1961 jako pierwszy wówczas (licząc z biegiem Wagu) z systemu stopni hydroenergetycznych na tej rzece (patrz: Lipovec, Sučany). Zapora konstrukcji ziemnej zamyka zbiornik o pojemności 8,3 milionów m³ wody, który wraz ze sztucznym Kanałem Krpeliańskim (słow. Krpeliansky kanál), biegnącym równolegle do rzeki, zapewnia funkcjonowanie całej tzw. Kaskady Górnego Wagu.
Zbiornik nie jest przeznaczony do celów rekreacyjnych. Niedozwolone jest uprawianie na nim sportów wodnych, kąpiel i łowienie ryb. Brzegi zbiornika są trudno dostępne: od wschodu tworzą je strome, lokalnie skaliste stoki szczytu Sokol w Wielkiej Fatrze, a od zachodu dostęp do nich odcina biegnąca wzdłuż samego brzegu linia kolejowa Vrútky – Poprad (fragment dawnej Kolei Koszycko-Bogumińskiej). Szereg miejsc piknikowych, oferujących widoki na zbiornik i wspomnianą górę Sokol, znajduje się na wysokim, zachodnim brzegu zbiornika w miejscowości Ratkovo.